# Linda Christanell
Linda Christanell   (Viena, 1939) és una artista austríaca, principalment coneguda com a cineasta d'avantguarda.

## Biografia
Durant els seus estudis va rebutjar la pintura clàssica que va canviar pel dibuix, una tècnica que aviat va ampliar amb treballs gràfics per capes; més endavant va treballar amb plexiglàs. Christanell realitzava sèries de fotografies de les seves obres, la qual cosa la va portar al cinema, mentre que col·locar objectes sobre el seu cos la va dur a l'art de la performance. Va començar a rodar amb super-8 i super-16 l'any 1975, i combinava les seves pròpies filmacions amb material trobat.
Per a la performance, sèrie fotogràfica i filmació Fingerfächer (Dit ventall, 1977), Christanell va desenvolupar un llenguatge corporal subtil, amb el muntatge de ventalls, fets de diversos materials, pel seu cos, com si fossin membres artificials. Algunes imatges mostraven fotos de l'artista combinades amb d'altres de la seva mare. L'obra es va representar per primera vegada a Bolonya, utilitzant miralls, ventalls i un petit escenari de fusta portàtil, que l'artista duia al damunt com si fos un «teatre de titelles», un muntatge que encara accentuava més l'artifici de la seva cara tota blanca. Els dits ventall negres es movien al ritme de la respiració de la intèrpret i, mentre s'anaven desplegant, revelaven subtils símbols de les forces ambivalents d'Eros.